# Zgrada Općine u Tuzli
Zgrada stare Općine u Tuzli je povijesna građevina čiji je prijedlog za proglašenje nacionalnim spomenikom BiH odbijen. Na popis spomenika nije uvrštena jer navodno nije udovoljavala uvjetima. Rariteni je spomenik kulture.

## Povijest
Sagrađena je 1937. godine. U njoj je bila smještena ustanova tuzlanske općine. Bila je dijelom spomeničke cjeline koja je sa sličnim građevinama tvorila pravu prostornu galeriju graditeljskih vrijednosti različitih stilova pozicioniranih na austro-ugarskoj urbanističkoj matrici. Graditeljski stil kojim je građena zgrada osebujan je i rijedak, s obzirom i na vremensko datiranje. Raritetni je spomenik kulture umjetničkog pravca europske moderne. Bila je jednim od rijetkih građevina koja je opstala u izvornom pojavno-gabaritnom stanju. Zgrada je pogođena slijeganjem tla zbog koje je oštećen niz značajnih građevina. Zbog ruševna stanja zgrada je iseljena 2003. godine. Općinska je administracija tad preseljena u bivšu zgradu Zapovjedništva Tuzlanskog korpusa. Nakon toga stara općinska zgrada je bivala sve derutnija, leglom štakora i mjestom okupljanja pijanica i narkomana, svjesno zapuštena da bi se opravdalo buduće rušenje. To je bila izlika gradskim vlastima da ju se ruši i ne zna se šta će se na tom prostoru graditi. Sumnja se u opravdanost rušenja i nemogućnost renoviranja. Upitnim se smatra tvrdnja da je rušenje plod stručne analize i glasni su komentari da je to odluka pojedinaca iz vlasti koji po Tuzli godinama čine čistku objekata koji su vrijedna spomenička i kulturna baština. Stihijske radnje opustošile su kulturni fundus poput nekadašnje Gimnazije, Kamenog suda, Pošte i drugih u središtu grada, zbog čega gubi staru fizionomiju i postaje primjerom svojevrsna urbicida, prekidanje s tradicijom, kao da je cilj da se sruši sve što je starina i sagradi novo kao da povijest Tuzle mora početi s dolaskom recentnih garnitura na vlasti.

## Zaštita
Odbijenica je donesena na 65. sjednici Povjerenstva za očuvanje nacionalnih spomenika BiH od 3. do 5. ožujka 2015. godine. Odluka o odbijanju donesena jer je navodno ne postoji mogućnost da se građevinu restaurira.